# 原子力協定
原子力協定（げんしりょくきょうてい）は、核物質・原子力関連資機材とこれらにかかわる技術の輸出入の際、平和利用に限定して軍事転用を防ぐために設けられる法的枠組みである。

## 多国間協定
- 国際原子力機関（IAEA）憲章 - 1950年代半ば、アメリカ合衆国とソビエト連邦を軸に核兵器開発と原子力発電（原発）実用化が加速する中、西側諸国、東側諸国両陣営内では二国間原子力協定締結の動きも進んでいった。1955年8月には原子力の平和利用に関する国際会議「第一回ジュネーブ会議」が開催され、早期に国際機関を設立を求める意見が広がって国連全加盟国がこれに同意した。1956年、IAEA憲章採択会議においてIAEA憲章草案採択。1957年7月29日、IAEA憲章は所要の批准数を得て発効し、IAEAが発足した。2012年4月現在、IAEA加盟国は154か国[3]
- 国際原子力エネルギー協力フレームワーク（IFNEC） - 2006年にアメリカ合衆国・フランス・日本を中心に発足した、原子力の平和的活用並びに核兵器への転用防止などを主な目的としたパートナーシップ。2012年10月現在の参加国は32ヶ国で、IAEA・第4世代原子力システム国際フォーラム（GIF、Gen-4）・欧州原子力共同体（Euratom）がオブザーバー参加している。

## 二国間協定

### 発効した二国間協定

#### 1950年代
- 日英原子力協定 - 1958年に最初の協定締結。1968年10月15日改訂協定発効。1998年10月12日全面改定協定発効、有効期間25年、その後は6ヶ月の事前通告を経て終了[4][5][6]。

#### 1960年代
- 日米原子力協定 - 1968年7月10日旧協定発効、1973年一部改正。1988年7月17日現行の改定協定発効、有効期間30年、その後は6ヶ月の事前通告を経て終了[7][6]。
- 日加原子力協定 - 1960年7月27日旧協定発効。1980年9月2日現行の新協定発効[8]、有効期間10年、その後は6ヶ月の事前通告を経て終了[6]。

#### 1970年代
- 日豪原子力協定 - 1972年7月28日旧協定発効。1982年8月17日現行の改定協定発効、有効期間30年、その後は6ヶ月の事前通告を経て終了[9][6]。
- 日仏原子力協定 - 1972年9月22日旧協定発効。1990年7月19日改正、現行の新協定発効、有効期間45年、その後は6ヶ月の事前通告を経て終了[10][6]。
- 米韓原子力協定（朝鮮語版）  - 1972年11月24日署名、1973年3月19日発効、存続期間は30年。1974年5月15日、協定改定署名、存続期間41年に延長[11]。2014年

3月、存続期間が2年間再延長されたが、韓国側が求めていた使用済み核燃料再処理を米国側は引き続き認めなかった。

#### 1980年代
- 日中原子力協定 - 1986年7月10日現行協定発効、有効期間15年、その後は6ヶ月の事前通告をしない限り、自動的に5年ずつ延長[13][6]。

#### 2000年代
- 日本欧州原子力共同体（EURATOM）原子力協定 - 2006年12月20日発効、有効期間30年、その後は6ヶ月の事前通告をしない限り、自動的に5年ずつ延長[6]。
- 米印原子力協力

#### 2010年代
- 日本カザフスタン原子力協定 - 2011年5月6日発効、有効期間10年、その後は6ヶ月の事前通告をしない限り、自動的に5年ずつ延長[6]。
- 日韓原子力協定 - 1985年12月署名の日韓科学技術協力協定の下で原子力平和利用の協力を開始。1990年5月、日韓原子力平和利用協力取極締結[14]。2011年12月9日、第179回国会で承認。2012年1月21日発効、有効期間10年、その後は6ヶ月の事前通告をしない限り自動的に5年ずつ延長[6]。
- 日越原子力協定 - 2011年12月9日、第179回国会で承認。2012年1月21日発効、有効期間10年、その後は6ヶ月の事前通告をしない限り自動的に5年ずつ延長[6]。
- 日本ヨルダン原子力協定 - 2011年12月9日、第179回国会で承認。2012年2月7日発効、有効期間20年、その後は6ヶ月の事前通告をしない限り自動的に5年ずつ延長[6]。
- 日露原子力協定[15] - 1973年10月署名の日本ソビエト連邦間の科学技術協力協定の下で原子力平和利用の協力を開始。1991年4月、行政協定「原子力平和利用の協力協定」に日ソ両外相が署名。1991年12月、ソビエト連邦の崩壊に伴い、ロシアがこの行政協定を継承。2003年1月、両国は定期的に日露原子力協議を開催していくことを確認[16]。2011年12月9日、第179回国会で承認。2012年5月3日発効、有効期間25年、その後は6ヶ月前の事前通告により終了させることができる [6]。
- 日本アラブ首長国連邦原子力協定 - 2009年6月交渉開始、2010年6月実質合意。2013年5月2日署名[17]。2014年7月10日発効[18]。
- 日本トルコ原子力協定 - 2011年1月交渉開始、2012年3月実質合意。2013年4月26日日本側署名、2013年5月3日トルコ側署名[17]。2014年6月29日発効[18]。
- 日印原子力協定 - 2010年6月交渉開始[17][18]。2016年11月12日署名[19]。

### 凍結された二国間協定
- 米ロ原子力協定 - 2008年5月に調印されていたがグルジア情勢で両国が対立し、2008年9月に米国政府が発効を凍結[20]。

### 各国の方針

#### 日本
原子炉・燃料ウラン・原発技術などの日本への輸入や、日本国外での使用済み核燃料再処理の目的で交わされてきたほか、近年では新興国などへの原発輸出のために締結されている。
原子力協定を交渉中の国もある。
- 南アフリカ共和国 - 2010年9月交渉開始[17][18]。
- サウジアラビア - 2013年12月27日、外務省は協定交渉開始で合意と発表[18]。
- ブラジル - 2011年1月交渉開始[17][18]。
- メキシコ - 2014年7月9-10日、メキシコシティで締結交渉開催[17][18]。

これらの他に、日本国政府は現在モンゴル・マレーシア・タイとの間で原子力協定新規締結を交渉中であると報じられている。